# 汉字规范

漢字標準，是指字形結構和筆劃符合規範的漢字字體，也就是所謂的正體或正字。中文成語「字正腔圓」，「字正」指漢字書寫的正確。不同時代或不同地方的漢字標準可能有所差異，如「爲」、「為」、「为」，在中國大陸、臺灣、香港、日本、韓國各有不同規定。至今，大中華區的漢字至少存在着中國大陸、臺灣、香港所頒佈的不同標準。

## 傳統規範

### 傳統字書標準
傳統權威字書，如《康熙》、《說文》等，編撰者都是文字訓詁的學者，並基於文字學原則編定字樣作爲字頭。字頭所示的寫法即爲正體。自明、清起的匠體字印刷把這種字樣，傳承至現代的金屬字模、照相植字排版以至電腦字型，稱作傳承字形或舊字形。

### 與異體字相對
此外，由於現代漢字演變的歷史，正體字在不同的上下文中有不同含義。在「正體字」與「異體字」相對的時候，「正體字」指遵從某種選字規範和標準，確立官方地位的字。而「異體字」或嚴格來說應稱作「被淘汰的俗體字」，則表示那些被淘汰的字形，它們與所選用的「正體字」一樣意義，但字形不同。至於在一些地區的官方語言政策的爭議上，「正體字」這一詞除了含「標準」之義，還意味着「正統」的漢字。中華民國政府從2004年起，便透過推行各種宣傳與奬勵，以推動「正體字」之稱謂，而不用「繁體字」。
在臺灣和香港的標準字體研定時，就已經同時訂定了可接納和不可接納的異體字。在中國大陸，正異體字的標準則可見《第一批異體字整理表》。

## 現代規範

### 中華民國
中華民國教育部選定了一套規範用字與標準字體，稱現在使用之漢字為「正體字」。
正體字的標準為《常用國字標準字體表》《次常用國字標準字體表》和《罕用字體表》。其標準寫法和中國大陸《簡化字總表》中收錄的繁體字寫法有些不同，如、，大陸的繁體字作。
在印刷體方面，即便中華民國教育部有制定國字標準字體供字體廠商做參考，但並沒有強制規定所有字型廠商生產之字型必須符合國字標準字體，因此民間生產之印刷體大多參照傳承字形樣式以維持字體的平衡美觀 。如辵部便可見符合傳統康熙字典印刷體寫法的「⻌」、「⻍」，或是符合教育部國字標準字體的「⻎」。

#### 與簡化字、俗字相對
在臺灣，教育部明令使用的一套有明確準則的正體中文文字，製定有明確的書寫規範以及選字原則，分列為「常用國字標準字體表」、「次常用國字標準字體表」和「罕用字體表」。在香港亦有類似的準則，以「常用字字形表」為標準，選字的準則和結果與臺灣的相近。在此意義上，「正體字」指符合這些準則下，所選定的標準字形的漢字。而俗字、簡化字（包括規範漢字）等則為「非正體字」。
台灣之標準主要用於學校、政府，社會用字無嚴格規定。

### 中華人民共和國

#### 現行規範
中華人民共和國政府發佈了《簡化字總表》、《第一批異體字整理表》及《印刷通用漢字字形表》，並設有《通用語言文字法》，確定了應當使用所謂“規範漢字”的場合，當局亦多番說明，繁體字（包括國字標準字體）、異體字、不規範簡化字（包括二簡字）均為不規範字，不能在正規場合使用。
2013年，《通用規範漢字表》取代之前的各種標準，成為中國大陸的最新漢字標準。

#### 规范汉字历史
在中国大陆，规范汉字的定义是随着法律法规的出台而不断改变的。
- 1949年中共建政到1955年，使用传统汉字（現稱「繁體字」）
- 1955年到1964年，《第一批异体字整理表》中所收選用字、根據《漢字簡化方案》頒佈簡化字
- 1964年到1977年，《第一批异体字整理表》中所收選用字、《简化字总表》中所收简化字（1965年後字形据《印刷通用汉字字形表》）
- 1977年到1986年，《第一批异体字整理表》、《简化字总表》及《第二次汉字简化方案（草案）》（第一表）中所收的汉字
- 1986年至今，廢除二簡字及重新修訂出版《简化字总表》（见下“1986年至今”）。
- 2009年8月12日发布《通用规范汉字表（征求意见稿）》，面向社会公开征求意见。[4][5]
- 2013年6月5日，《通用规范汉字表》正式发布，原有相关字表停止使用。[6]

### 日本
日本的字形表，以往採用字模印刷，今天《常用漢字表》已使用電腦字型排印。日本對電腦印刷體做規範，但因字形的具體細節在電腦字體中可以很講究，與手寫字之字形存在差別。因此許多字體廠商設計了「教科書體」作爲學童教材的內文字形，模仿手寫時的特徵。如表內、表外漢字的辵部在一般的印刷體中分別為「⻌」、「⻍」形，而教科書體則呈「⻎」形以供學童參考。
即便如此，學童日常書寫時，亦不可能像機械輸出般將每個字都寫得與教科書體完全相同。教師、家長對手寫字細節的正誤判斷，往往莫衷一是。爲解決這問題，2016年，日本文化廳的頒佈研究報告，名爲《關於常用漢字表字體、字形的指南》。說明一些手寫漢字的細節差異，並不構成錯誤，都應視作書寫正確。
例如「『木』的豎筆是否帶鉤」、「『米』的最尾兩筆是否和『十』字中心相觸（米）」、「『今』的第三筆是橫還是點」、「『令』的下方為『ㄗ』還是『マ』（令）」、「『礼』的首筆是直點還是斜點」、「『口』第一筆和第二筆起筆處是否相觸」等問題，無論學生怎麼寫，教師都不應把它們當作錯字。

### 韓國
韓國在教育上的漢字字形，以漢文教育用基礎漢字為準。

## 各標準對比
儘管嚴格地說，中國大陸繁體（以《通用规范汉字表》附表的繁體字為準）並非標準，日本對舊字體亦沒有系統的規範，但鑒於其會在排印古籍等場合出现，仍將其列出。
| 港 | 臺 | 中國大陸 | 中國大陸 | 日本 | 日本 | 韩国 | 註 |
| 港 | 臺 | 简       | 繁/正    | 新   | 舊   | 韩国 | 註 |
| -- | -- | -------- | -------- | ---- | ---- | ---- | --- |
|    |    |          |          |      |      |      | 「床」是「牀」的訛體，現除香港外都從俗。 |
|    |    |          |          |      |      |      | 「戶」為半扇門，頂部作撇較符合原來的象形形狀。香港、大陸頂部作點，卻留下「所」字例外，而日本常用漢字從「」，非常用漢字從「」，使戶部的系統不統一。 |
|    |    |          |          |      |      |      | 「泪」是俗字。大陸通常視「淚」為繁體字（儘管實際上是收錄為異體字）。日本的「」刪去了一點。 |
|    |    |          |          |      |      |      | 「裏」字較合古文字和隸楷字形，臺灣標準的「裡」字極少出現於古書中。「里」本義是長度單位、居住的地方（如「公里」「故里」），簡化字將其與「」合併。 |
|    |    |          |          |      |      |      | 「祕」原從「示」，《說文解字》：「：神也」。 |
|    |    |          |          |      |      |      | 「臺」與「台」原本為完全不同二字。「台」原本國語音ㄧˊ，粵拼為ji4（即與「怡」同音），《說文》訓義為「說」，即今「怡悅」之意。後來「台」被用作「臺」的俗字。另外，大陸、日本的「台」亦作「」字的簡化字。 |
|    |    |          |          |      |      |      | 原作「爲」，「為」是手寫體，「」簡化自草書。 |
|    |    |          |          |      |      |      | 「衛」的中間「韋」是士兵在防衞去城堡的象形。香港的「衞」更符合金文的寫法，常見於古籍中；而「衛」更符合甲骨文的寫法和本義，但在古籍中罕見。 |
|    |    |          |          |      |      |      | 「臥」指人躺下，「」為訛體。 |
|    |    |          |          |      |      |      | 簡體字「」的偏旁「」類推簡化作「」。日本「」的偏旁「」類推簡化作「」，《表外漢字字体表》只收錄了新字體「」，但後來加入《常用漢字表》時追加了舊字體「」。 |
|    |    |          |          |      |      |      | 「么」（ㄧㄠ）本作「幺」，今臺灣取俗體。另外，「么」在簡體中文中作「」的簡化字。 |
|    |    |          |          |      |      |      | |
|    |    |          |          |      |      |      | 「冢」為古字，後來演變出了有提土旁的字形。臺灣將「冢」、「塚」兩字兼收，但「塚」是「冢」的通字。今香港、中國大陸有時也用「塚」（尤其常見於日本人名）。注意Unicode編碼為U+585A的漢字在中文下顯示為「塚」（有一點），在日文下卻顯示為新字體「」（無一點），舊字體「」的編碼為U+FA10，字形與中文的「塚」（U+585A）相同，這是早期時Unicode將中國的「塚」與日本的「」簡單對應導致的。 |
|    |    |          |          |      |      |      | 「呪」為「咒」本字，常見於古文獻，日韓今仍用「呪」，反而大中華地區今不再使用。 |
|    |    |          |          |      |      |      | 「着」字自宋朝起從「著」字中分化出來，臺灣則認為「着」是「著」字某些情況（字義）下的俗字，一律作「著」，其他地區則維持兩字作不同用途。 |

## 觀點
馬英九於2004年10月在臺灣微軟公司內演講時，演講主題是也是「正名運動」——為「繁體字」正名為「正體字」請命。在此之前，都習慣以“繁體字”或“繁體中文”稱呼之。馬英九認為，臺灣的標準文字是從老祖宗創設漢字以來，即保持原貌，因此不應稱為“繁體字”。